# بری-سور-مرن
بری-سور-مرن یکی از کمون‌های فرانسه، واقع در شهرستان ول-دو-مرن در استان ایل-دو-فرانس است. این شهر با دسترسی به RER A از طریق (ایستگاه بری-سور-مرن) فاصله زمانی کمی را برای رسیدن به مرکز پاریس را برای شهروندانش ساخته است.